# Naosuke Miyamoto
Naosuke Miyamoto (jap. 宮本 直介, Miyamoto Naosuke; * 1936 in der Präfektur Hyōgo) ist ein japanischer Jazzmusiker (Kontrabass).
Naosuke Miyamoto arbeitete ab den 1960er-Jahren in der japanischen Jazzszene. Er leitete zu Beginn der 1970er-Jahre ein eigenes Sextett, das dem Postbop verbunden war und dem Kunji Shigi, Masayoshi Yoneda, Shōji Nakayama, Takashi Furuya und Takeshi Gotō angehörten. Außerdem spielte er in dieser Zeit im Trio von George Ōtsuka (You Are My Sunshine (1974), mit Hideo Ichiwara). In den späten 1980er-Jahren nahm er in New York City in Trio-Besetzung mit dem Schlagzeuger Lewis Nash und dem Pianisten Shingo Take auf (City Breeze); beteiligt an der Session war auch die Sängerin Vanessa Rubin.

## Diskographische Hinweise
- Naosuke Miyamoto Sextett: Step! (Three Blind Mice 1973, wiederveröffentlicht 2006 bei SONY/BMG)
- Naosuke Miyamoto Trio: City Breeze (Break Time, 1988)